# Pogoń Grodzisk Mazowiecki

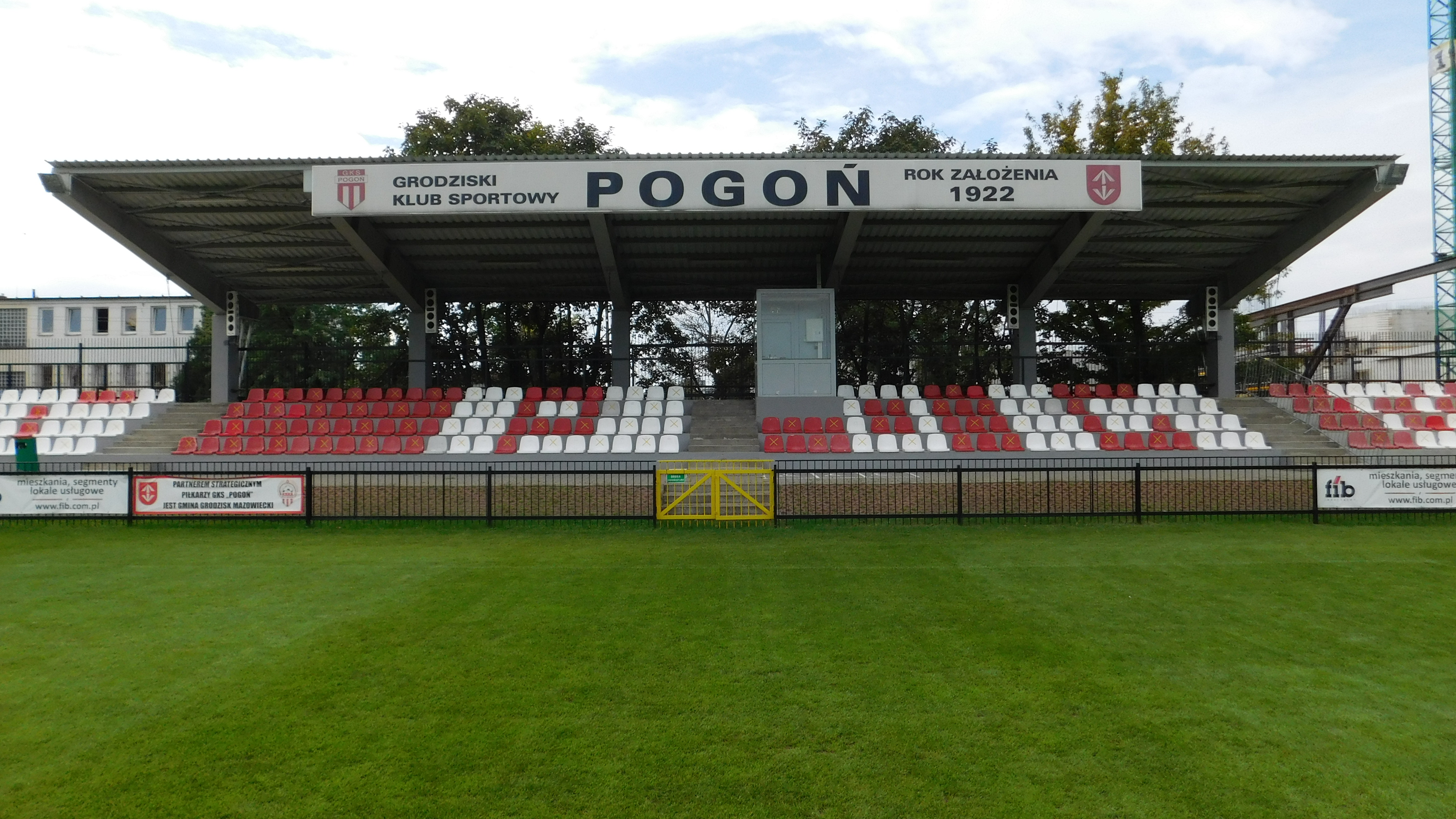
Fragment trybuny stadionu GKS Pogoń Grodzisk Mazowiecki

GKS Pogoń Grodzisk Mazowiecki – polski klub piłkarski z siedzibą w Grodzisku Mazowieckim, założony w lipcu 1922. W latach 2021–2022 i 2024–2025 drugoligowiec.

## Informacje ogólne

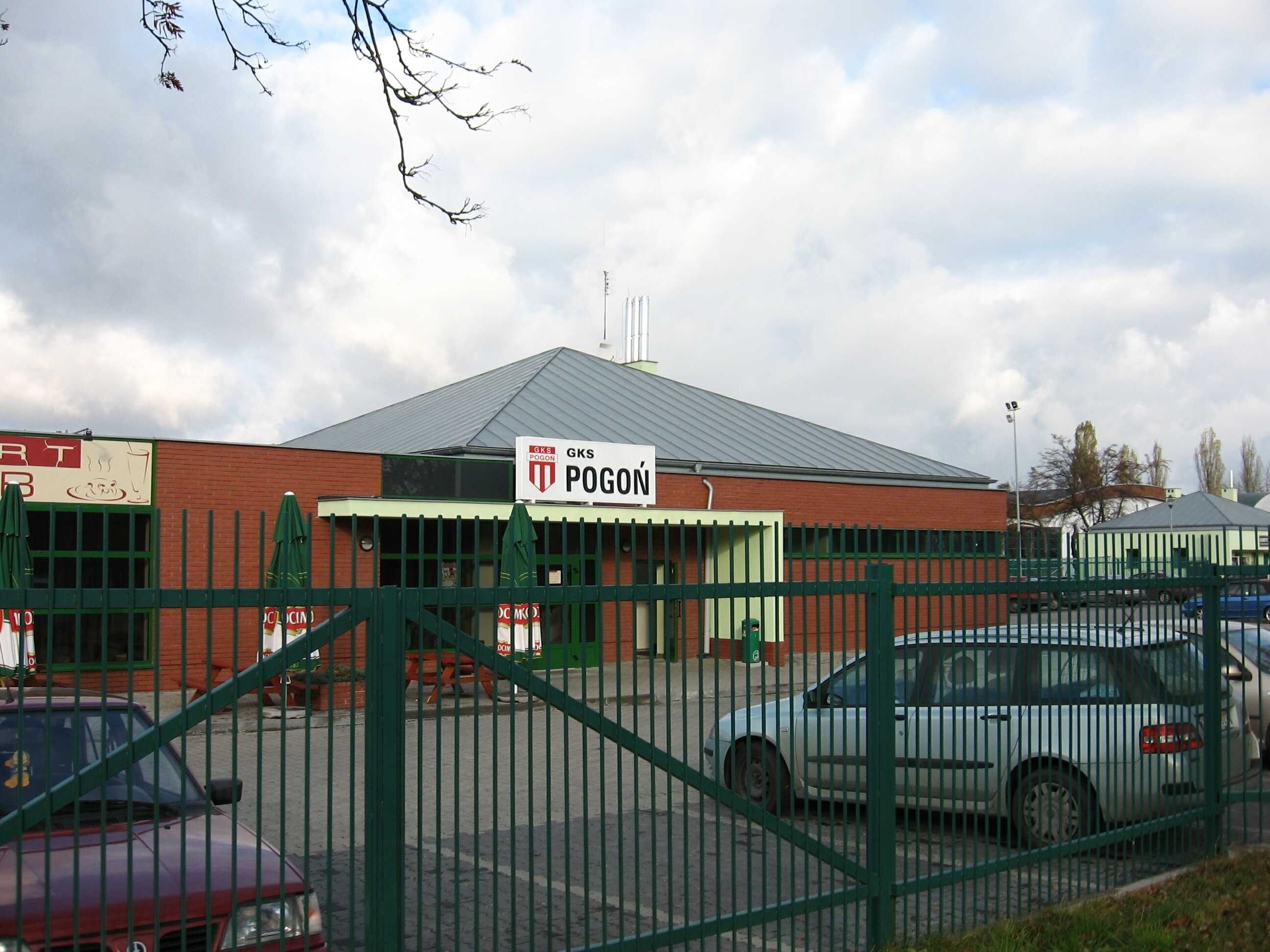
Siedziba klubu GKS Pogoń

- Pełna nazwa: Grodziski Klub Sportowy Pogoń Grodzisk Mazowiecki
- Rok założenia: 1922
- Barwy klubowe: czerwono-białe
- Adres: Al. Mokronoskich 4, 05-825 Grodzisk Mazowiecki
- Stadion: Miejski Stadion Sportowy w Grodzisku Mazowieckim (obecnie nie spełnia wymogów licencyjnych) obecnie Stadion Znicza Pruszków (do czasu spełnienia wymogów PZPN, UEFA i FIFA żeby rozegrać mecze w ramach Ekstraklasy i I ligi.

pojemność: 1000 miejsc (514 siedzących, w tym 168 pod dachem)
oświetlenie: brak
wymiary boiska: 105 × 68 m

## Sukcesy
- Awans do I ligi w sezonie 2024/2025[5]
- Mistrzostwo III ligi w sezonach 2020/2021[3] i 2023/2024[4]
- Udział w II lidze w sezonach 2021/2022 (16. miejsce – spadkowe[6]) i 2024/2025
- Występy w Pucharze Polski: 1988/1989 (I runda – 1:2 z Czarnymi Radom[7]), 2022/2023 (runda wstępna – 0:1 ze Stalą Rzeszów[8])
- Mistrzostwo Mazowieckiego Pucharu Polski w sezonie 2023/2024

## Ludzie związani z Pogonią
- Władysław Soporek – piłkarz Pogoni w latach 1938–1946, trener, reprezentant Polski
- Grzegorz Szamotulski – trener bramkarzy Pogoni w latach 2012–2013, reprezentant Polski
- Mateusz Wieteska – wychowanek Pogoni, mistrz Polski, reprezentant Polski
- Janusz Wójcik - trener pierwszej drużyny w latach 1983-1984